# Sávzáró szűrő

A sávzáró szűrő áramköri jele

A sávzáró szűrő feladata, hogy a jel egy adott frekvenciasávba eső tartományát kizárja az átvitelből.

## Általános karakterisztikája
fC – az a frekvencia, amit a sávszűrő a legnagyobb csillapítással szűr ki
A sávzáró szűrő jellemzésénél az átviteli frekvenciatartományt szokás megadni f1 – f2 illetve fmin – fmax formában is.
A sávzáró szűrő szűrési tartománya alatt azt a frekvenciatartományt értjük, amely tartományban a csillapítás 3 dB-nél nagyobb.
{\displaystyle B=f_{max}-f_{min}=f_{2}-f_{1}}
f1 vagy fmin  – alsó törésponti frekvencia
f2 vagy fmax – felső törésponti frekvencia

## Megvalósítása

### Rezgőkör
A legegyszerűbb sávzáró szűrő egy lerontott Q jósági tényezőjű rezgőkör. Egy rezgőkörnek minél inkább lerontjuk a jósági tényezőjét, annál szélesebb lesz a zárási tartománya.

Egy rezgőkör jósági tényezőjét úgy ronthatjuk le, hogy a reaktív elemekkel sorba és/vagy párhuzamosan ellenállásokat iktatunk be.

### Passzív, áthidalt T topológiájú RC kapcsolással[2]
{\displaystyle f_{c}={\frac {1}{2\pi {\sqrt {R_{1}R_{2}C_{1}C_{2}}}}}}

### T topológia szerint kapcsolt LC körökkel[3]
{\displaystyle L_{1}=L_{2}={\frac {L_{PAR}}{2}}}
{\displaystyle C_{1}=C_{2}=2C_{PAR}}
{\displaystyle Z_{0(f_{1}=0,f_{2}=\infty )}={\sqrt {\frac {L_{3}}{C_{PAR}}}}={\sqrt {\frac {L_{PAR}}{C_{3}}}}}
{\displaystyle f_{1}={\frac {1}{8\pi }}{\biggl (}{\sqrt {{\frac {1}{L_{3}C_{PAR}}}+{\frac {16}{L_{PAR}C_{PAR}}}}}-{\frac {1}{L_{3}C_{PAR}}}{\biggr )}}
{\displaystyle f_{2}={\frac {1}{8\pi }}{\biggl (}{\sqrt {{\frac {1}{L_{3}C_{PAR}}}+{\frac {16}{L_{PAR}C_{PAR}}}}}+{\frac {1}{L_{3}C_{PAR}}}{\biggr )}}
{\displaystyle L_{PAR}={\frac {2Z_{0}(\omega _{2}-\omega _{1})}{\omega _{1}\omega _{2}}}}
{\displaystyle C_{PAR}={\frac {1}{2Z_{0}(\omega _{2}-\omega _{1})}}}
{\displaystyle L_{3}={\frac {Z_{0}}{2(\omega _{2}-\omega _{1})}}}
{\displaystyle C_{3}={\frac {2(\omega _{2}-\omega _{1})}{Z_{0}\omega _{1}\omega _{2}}}}

### Műveleti erősítővel megvalósított aktív RC sávzáró szűrő[4]
A kettős T elrendezésű sávzáró karakterisztikájú passzív szűrőt a műveleti erősítő visszacsatoló ágába helyeztük. Nagy és kis frekvencián a kettős T szűrő változatlanul átviszi a bemenő jelet. Az áramkör erősítése ilyenkor
{\displaystyle A_{uv}=k}
{\displaystyle C_{1}=C_{2}=C_{X}}
{\displaystyle C_{3}=2C_{X}}
{\displaystyle R_{5}=R_{4}(k-1)}
{\displaystyle f_{c}={\frac {1}{2\pi R_{X}C_{X}}}}
Rezonanciafrekvencián a kimeneti feszültség 0. Ekkor a kettős T szűrő úgy működik, mintha az R3 ellenállást a földre kötöttük volna.
A szűrő átviteli karakterisztikája:
{\displaystyle A_{uv}=k{\frac {1+(j\omega R_{X}C_{X})^{2}}{1+2(2-k)j\omega R_{X}C_{X}+(j\omega R_{X}C_{X})^{2}}}}